# PzKpfw II Ausf c, A, B und C - Sd.Kfz. 121
Het Duitse pantservoertuig Panzerkampfwagen II uitvoering c (ook gekend als PzKpfw II Ausf c en z'n varianten A, B, en C - Sd.Kfz. 121) was de uiteindelijke versie van de reeks Panzerkampfwagen II preproductiemodellen (a/1, a/2, a/3 en b) die werd gebruikt in de Tweede Wereldoorlog.

## Achtergrond
De Panzerkampfwagen II Ausf c werd het standaardmodel voor de Panzerkampfwagen II-reeks en heeft drie varianten c-A, c-B en c-C. De initiële uitvoering c werd geproduceerd vanaf maart 1937, de variant c-A werd geproduceerd vanaf juli 1937, variant c-B vanaf december 1939 en variant c-C vanaf juni 1938. Uitvoering c is herkenbaar aan een geheel nieuwe wielophanging: de vorige vering met de zijbalken verdween volledig, er zijn vijf grote rijwielen (in plaats van zes kleine rijwielen voordien) en vier kleine terugloopwielen (in plaats van drie terugloopwielen voordien). De rupsbanden werden aangepast en zowel de motorkoeling als het ventilatiesysteem verbeterden. Vijfentwintig tanks uitvoering c kregen een Erzats-molybdenum stalen stuurinrichting. De laatste grote aanpassing in de Panzerkampfwagen II-reeks gebeurde met variant A van uitvoering c. De c-A variant kreeg een verbeterde transmissie. Tussen de varianten c-A en c-B en c-C bestaan slechts kleine verschillen (hoofdzakelijk in de kijkgaten en vizieren). Alle modellen kregen een dubbelluik in de geschutskoepel, waar de tankcommandant plaatsnam, en een afgeronde koepel. Fall Weiss in september 1939 wees uit dat de Poolse antitankgranaat met gemak de pantserplaten van de geschutskoepel kon doorboren. Op verzoek van de manschappen werden extra 20 mm pantserplaten op de geschutskoepel, bovenstructuur en voorzijde van de Panzer-II-tanks gemonteerd (herkenbaar aan de bouten). Zeventig procent van de Panzer-II-tanks had deze aanpassing tegen mei 1940 ondergaan. De overige 30% werd nog voor Operatie Barbarossa aangepast. Tijdens de Poolse Veldtocht en de campagne in het Westen (operaties Fall Gelb en Fall Rot) klaagden de tankcommandanten over een beperkt uitzicht. Vanaf oktober 1940 werd dit euvel verholpen door een kit met acht periscopen, gemonteerd op de geschutskoepel.

## Dienstjaren

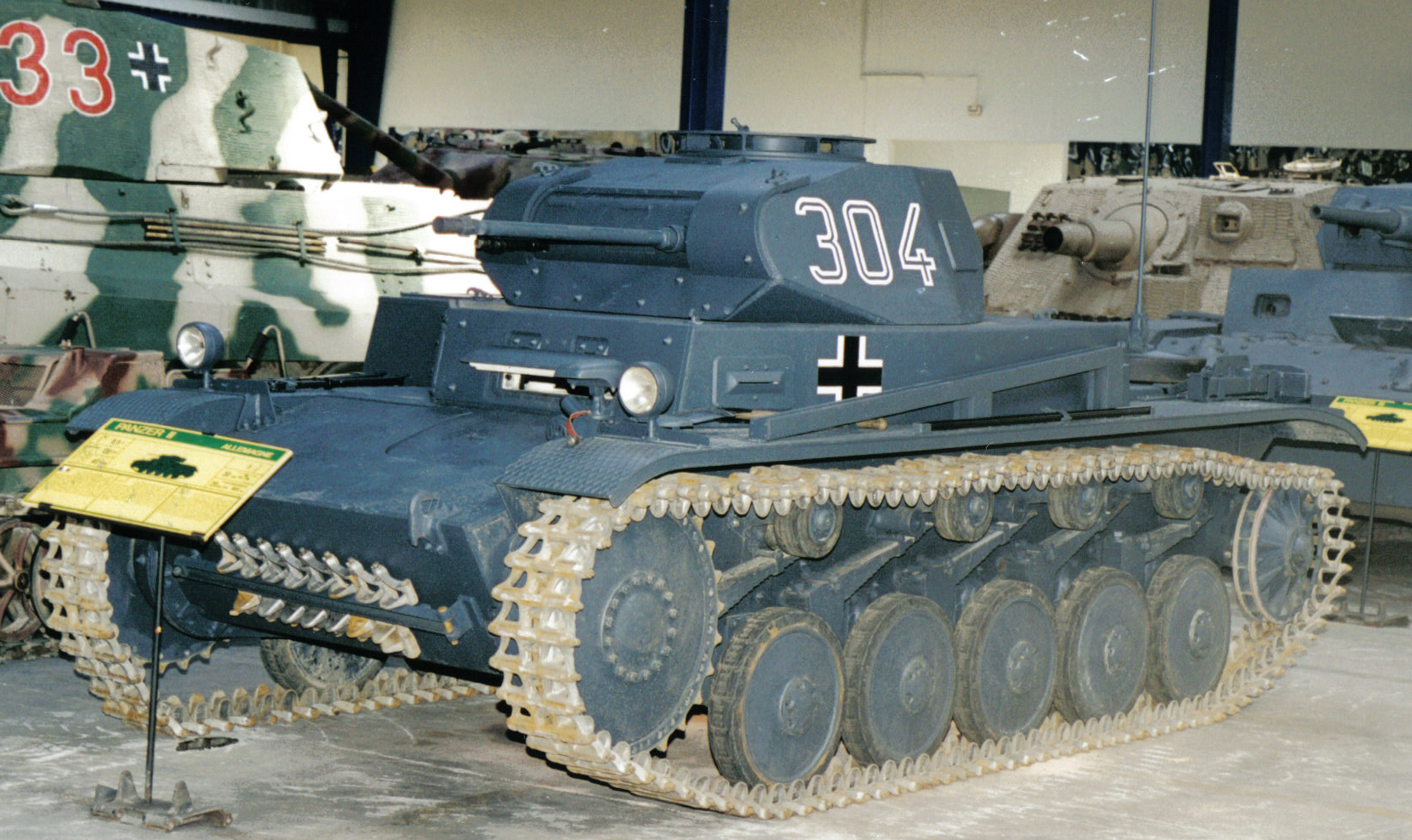
PzKpfw II Ausf. C te Saumur

Zoals de vorige Panzer-II-varianten (a/1, a/2, a/3 en b) werd PzKpfw II uitvoering c ingedeeld in alle Duitse pantserregimenten vanaf zijn intrede in 1937. Omdat de productie van de Panzerkampfwagen III en Panzerkampfwagen IV vertragingen opliep, werd de Panzer II toegewezen aan de steeds uitbreidende pantsereenheden en, tegen de oorspronkelijke bedoeling in, langer gebruikt aan de oorlogsfronten. Tijdens de campagne in Rusland, Operatie Barbarossa, had elk pantserregiment, elk pantserdetachement en elke pantsercompagnie een peloton Panzer-II-tanks voor verkenningsdoeleinden. In 1942 werden deze verkenningspelotons uit de compagnies genomen en de PzKpfw II werd uitgefaseerd uit de primaire gevechtseenheden vanaf einde 1943 doch ze bleven in dienst aan de secundaire fronten tot het einde van de Tweede Wereldoorlog. De Panzer II bleek na 1941 al snel te zwak voor de gevechtseenheden, doch was des te meer een ideaal verkennings- en opleidingsvoertuig en een belangrijke stap in de ontwikkeling van de zwaardere tanks.